# Geremia (nome)
Geremia  è un nome proprio di persona italiano maschile.

## Varianti in altre lingue
- Ebraico: יִרְמְיָהוּ (Yirmeyahu, Yirmiyahu)[2][3][4], Yirmeyah[2][3]
- Finlandese: Jorma[4], Jarmo[4], Jarno[5], Jeremias[4]
  - Alterati: Jarkko[4]
  - Ipocoristici: Jere[4]
- Francese: Jérémie[4], Jérémy
- Greco biblico: Ιερεμιας (Ieremias)[4]
- Inglese: Jeremiah[3][4], Jeremy[3][4]
  - Ipocoristici: Jere[4], Jerry[4]
- Latino: Jeremias[3], Ieremias[1], Ieremia[1], Hieremias[4]
- Polacco: Jeremi[4]
- Portoghese: Jeremias[4]
- Spagnolo: Jeremías[4]
- Tedesco: Jeremias[4]

## Origine e diffusione

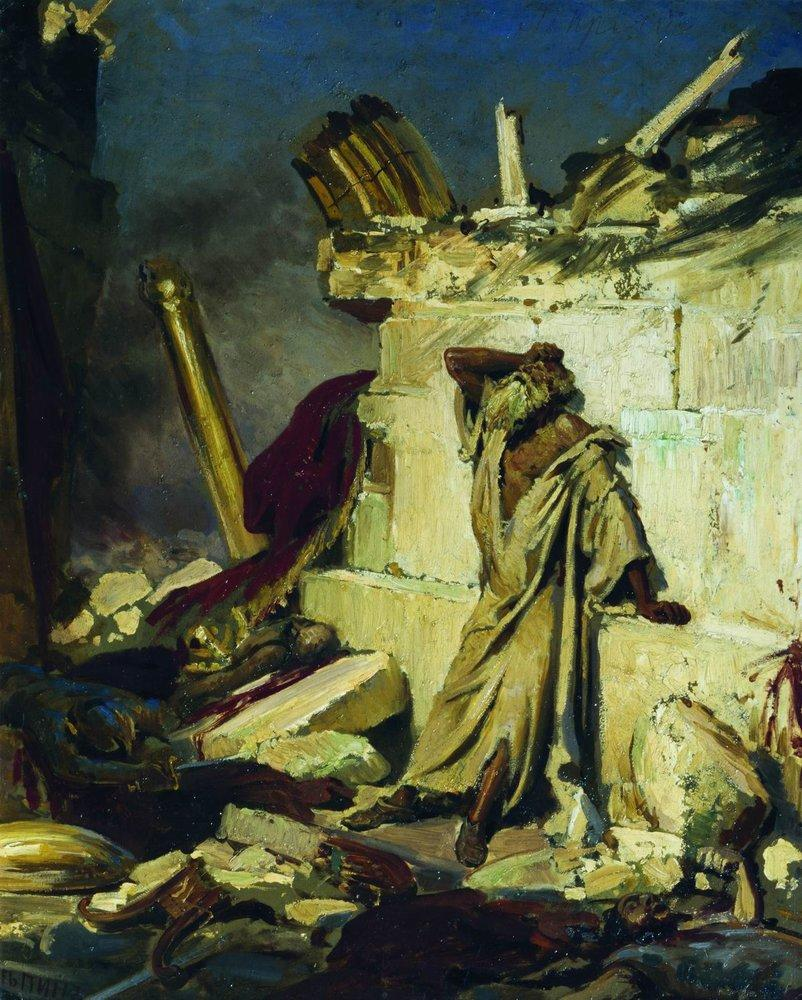
Geremia lamenta la distruzione di Gerusalemme, di Il'ja Repin

Deriva, tramite il greco Ιερεμιας (Ieremias) e il latino Ieremias o Jeremias, dal nome ebraico יִרְמְיָהוּ (Yirmiyahu, o dalla sua abbreviazione Yirmeyah), che può essere interpretato come "il Signore fonda", "fondato dal Signore" o "scelto dal Signore"; altre fonti, considerando Yirmeyah come un nome a sé stante, gli danno il significato di "possa Yahweh esaltare", "Yahweh ha innalzato" o anche, al rovescio, "sublimità del Signore" o "esaltazione del Signore".
È un nome di tradizione biblica, portato da Geremia, uno dei profeti maggiori dell'Antico Testamento, oltre che da altre figure minori.
In Inghilterra, la forma Jeremiah cominciò ad essere usata sostanzialmente da dopo la Riforma protestante, mentre nella forma vernacolare Jeremy era già sporadicamente usato dal XIII secolo.

## Onomastico
L'onomastico può essere festeggiato in memoria di più santi, ricordati alle date seguenti:
- 16 febbraio, san Geremia, martire con altri compagni a Cesarea marittima[7]
- 5 marzo, beato Geremia da Valacchia, religioso cappuccino[7]
- 1º maggio, san Geremia, profeta[7]
- 7 giugno, san Geremia, monaco e martire con altri compagni a Cordova[7]
- 15 settembre, san Geremia, martire a Cordova con sant'Emila[7]

## Persone
- Geremia, profeta ebraico

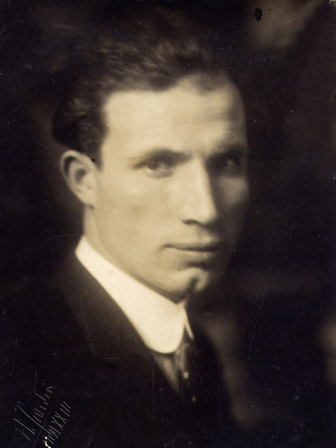
Geremia Re

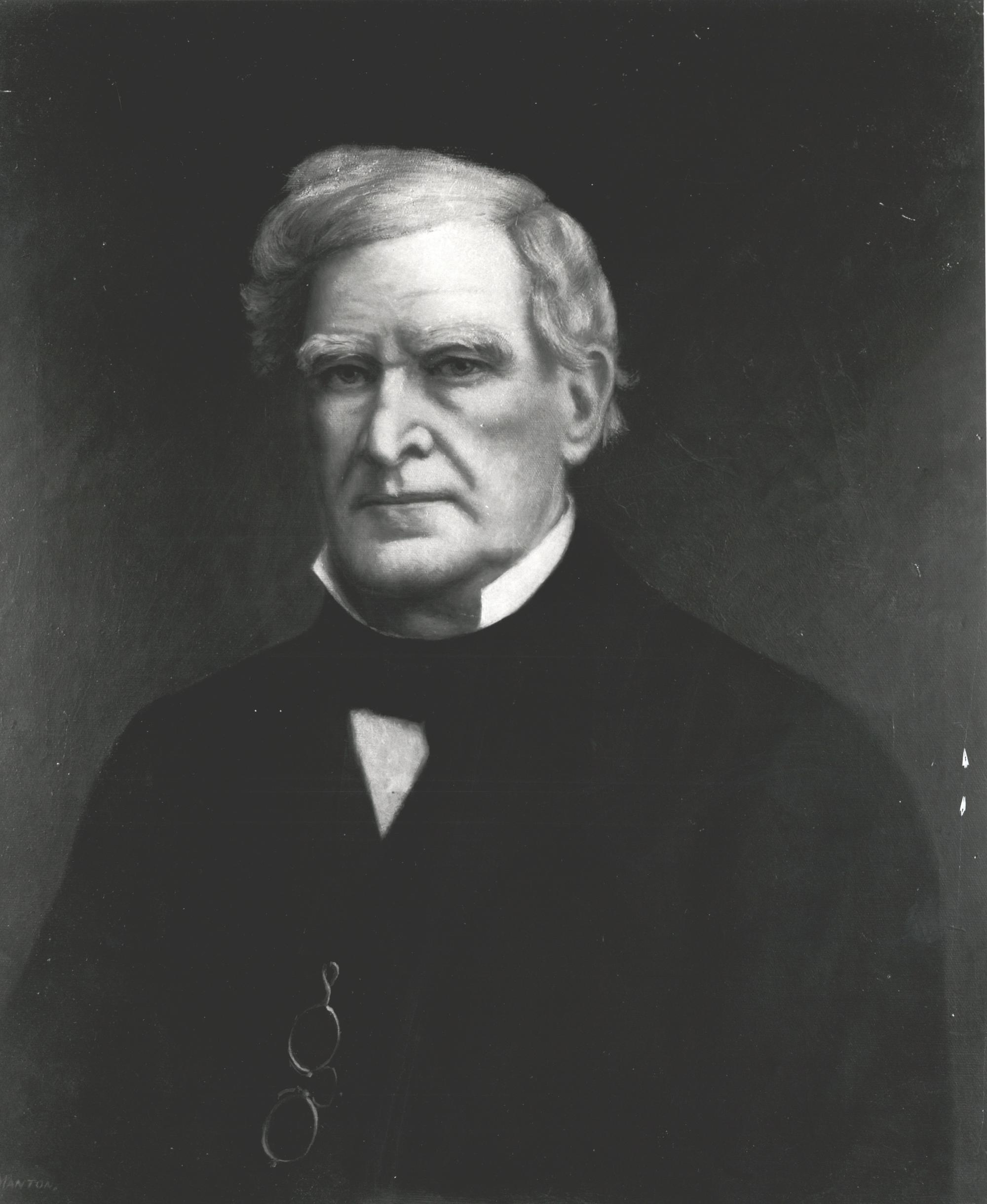
Jeremiah Sullivan Black

- Geremia da Montagnone, giudice e preumanista italiano
- Geremia da Valacchia, religioso italiano
- Geremia Barsottini, religioso, poeta e critico letterario italiano
- Geremia Bonomelli, vescovo cattolico italiano
- Geremia Di Costanzo, taekwondoka italiano
- Geremia Dressellio, gesuita, predicatore e scrittore tedesco
- Geremia Giroldi, cestista e dirigente sportivo italiano
- Geremia Grandelis, scultore italiano
- Geremia Lodi, scacchista italiano
- Geremia Longobardo, attore italiano
- Geremia Lunardelli, imprenditore brasiliano
- Geremia Re, pittore italiano
- Geremia II Tranos, arcivescovo ortodosso greco

### Variante Jeremiah

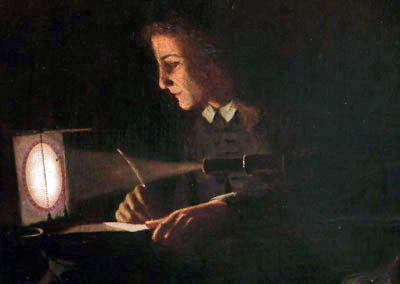
Jeremiah Horrocks

- Jeremiah S. Chechik, regista canadese
- Jeremiah Clarke, compositore e organista britannico
- Jeremiah Dixon, astronomo e inventore britannico
- Jeremiah Horrocks, astronomo britannico
- Jeremiah Massey, cestista statunitense naturalizzato macedone
- Jeremiah P. Ostriker, astrofisico e astronomo statunitense
- Jeremiah Stamler, medico e attivista statunitense
- Jeremiah Sullivan Black, politico, avvocato e statistico statunitense

### Variante Jeremy

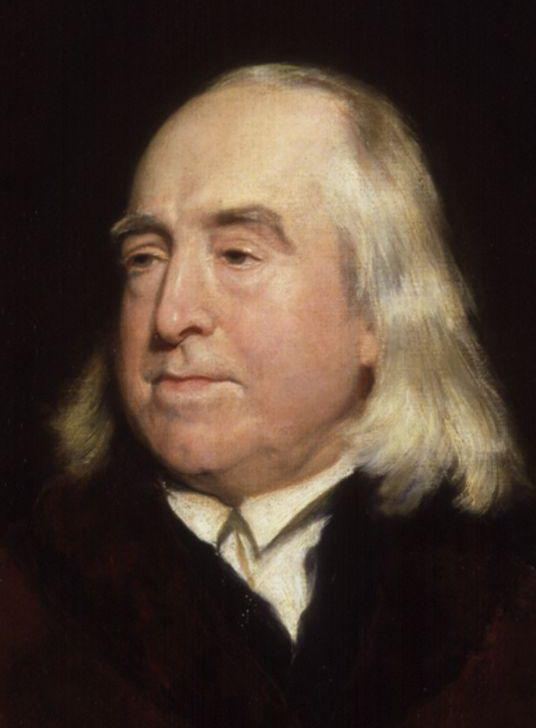
Jeremy Bentham

- Jeremy Bentham, filosofo e giurista britannico
- Jeremy Brett, attore britannico
- Jeremy Clarkson, giornalista, saggista e conduttore televisivo britannico
- Jeremy Davies, attore statunitense
- Jeremy Irons, attore britannico
- Jeremy Piven, attore statunitense
- Jeremy Sumpter, attore statunitense
- Jeremy Wariner, atleta statunitense

### Variante Jérémy

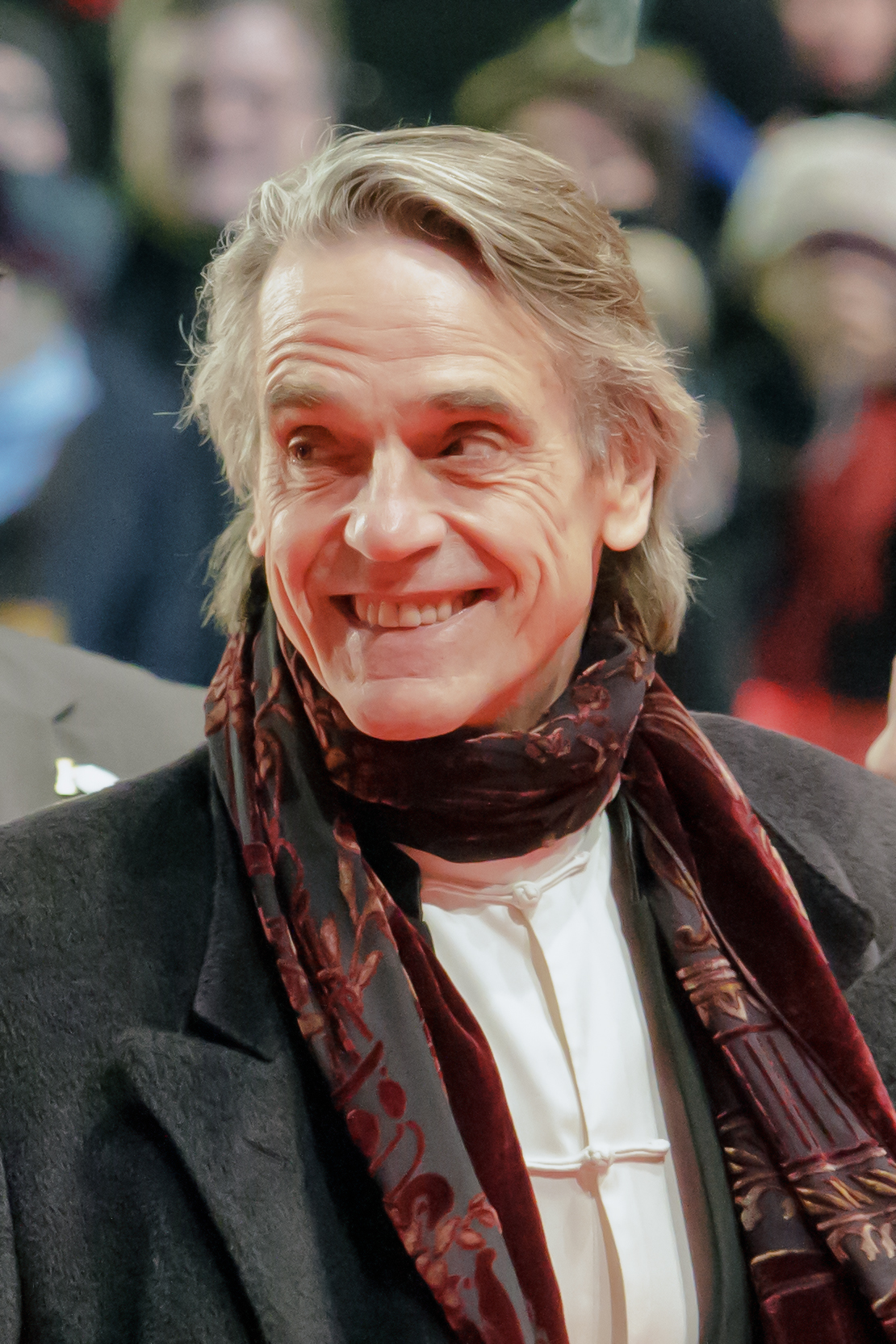
Jeremy Irons

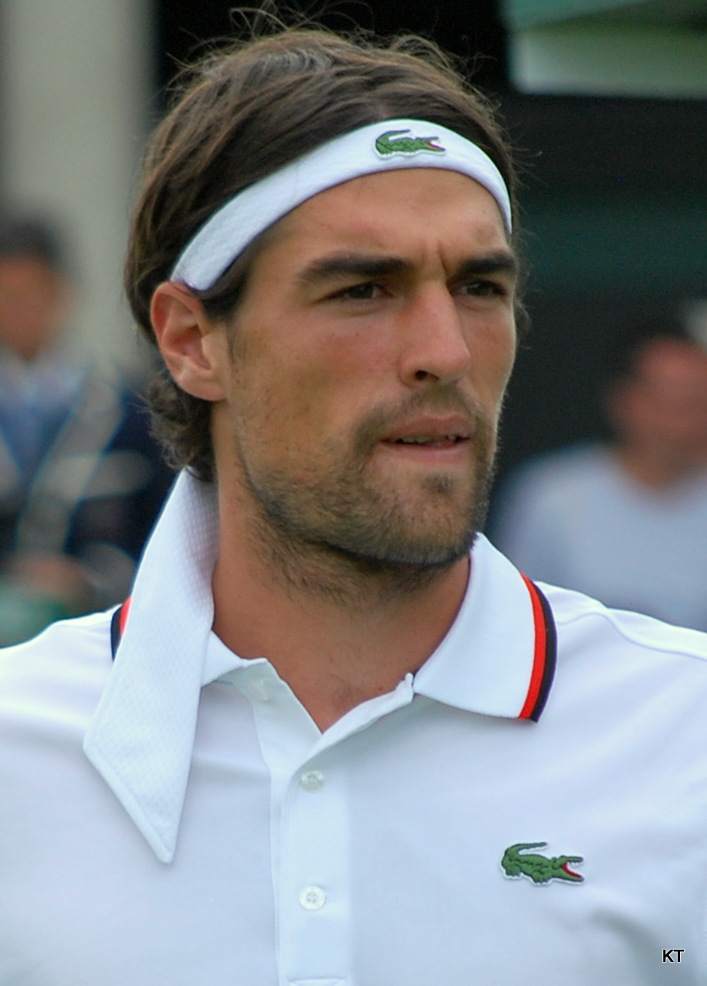
Jérémy Chardy

- Jérémy Basquaise, giocatore di beach soccer francese
- Jérémy Berthod, calciatore francese
- Jérémy Chardy, tennista francese
- Jérémy Chatelain, cantante francese
- Jérémy Choplin, calciatore francese
- Jérémy Clément, calciatore francese
- Jérémy Gavanon, calciatore francese
- Jérémy Kapone, attore e cantante francese
- Jérémy Mathieu, calciatore francese
- Jérémy Ménez, calciatore francese
- Jérémy Moreau, calciatore francese
- Jérémy Morel, calciatore francese
- Jérémy Nzeulie, cestista francese
- Jérémy Perbet, calciatore francese
- Jérémy Pied, calciatore francese
- Jérémy Roy, ciclista su strada e ciclocrossista francese
- Jérémy Sorbon, calciatore francese
- Jérémy Stravius, nuotatore francese
- Jérémy Toulalan, calciatore francese

### Variante Jérémie

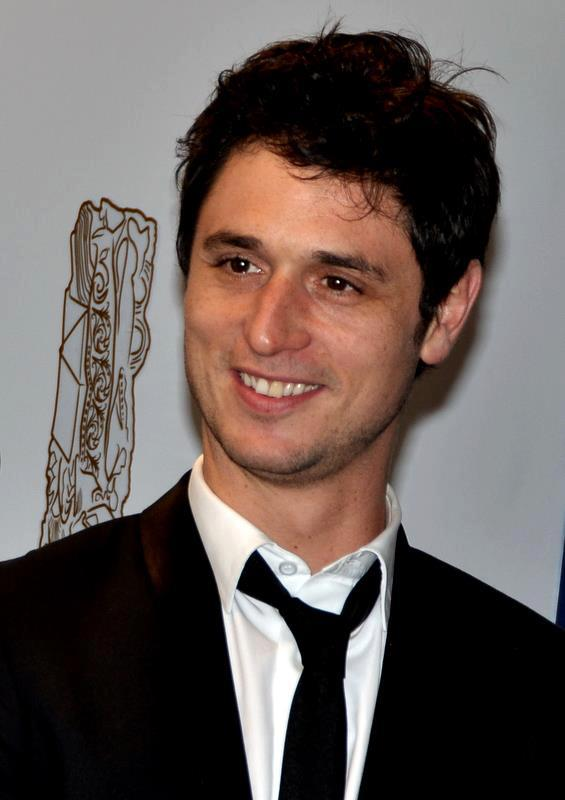
Jérémie Elkaïm

- Jérémie Aliadière, calciatore francese
- Jérémie Bréchet, calciatore francese
- Jérémie Elkaïm, attore francese
- Jérémie Janot, calciatore francese
- Jérémie Renier, attore belga

### Variante Jorma
- Jorma Aalto, funzionario e politico finlandese
- Jorma Kaukonen, chitarrista statunitense
- Jorma Ollila, dirigente d'azienda finlandese
- Jorma Panula, compositore e direttore d'orchestra finlandese
- Jorma Pilkevaara, cestista finlandese

### Variante Jarmo
- Jarmo Ahjupera, calciatore estone
- Jarmo Koski, attore e doppiatore finlandese
- Jarmo Lehtinen, copilota di rally finlandese
- Jarmo Mäkinen, attore e doppiatore finlandese
- Jarmo Myllys, hockeista su ghiaccio e allenatore di hockey su ghiaccio finlandese

### Variante Jarno

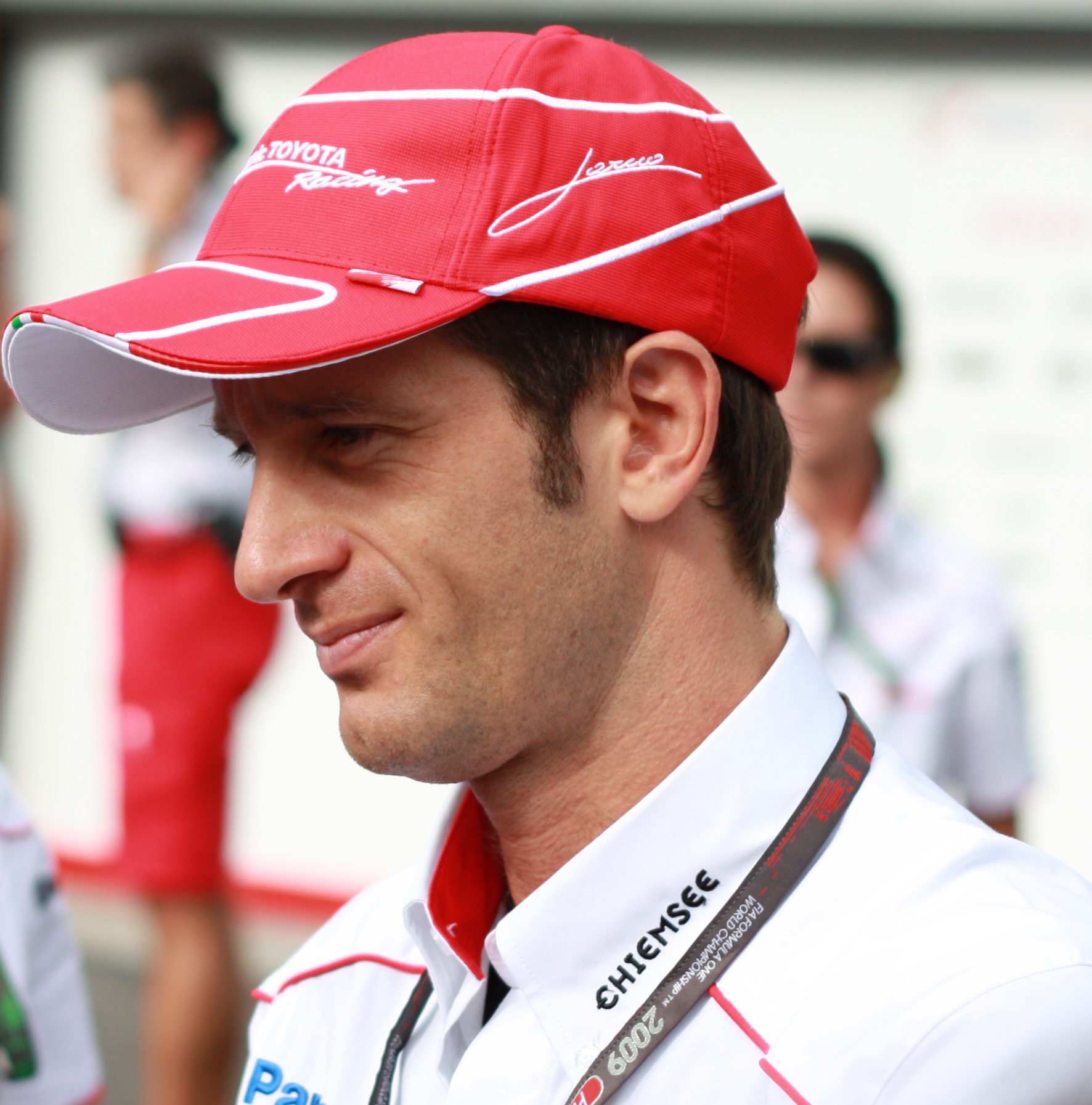
Jarno Trulli

- Jarno Boesveld, pilota motociclistico olandese
- Jarno Janssen, pilota motociclistico olandese
- Jarno Laasala, produttore televisivo, stuntman e personaggio televisivo finlandese
- Jarno Leppälä, stuntman e personaggio televisivo finlandese
- Jarno Müller, pilota motociclistico tedesco
- Jarno Parikka, calciatore finlandese
- Jarno Saarinen, pilota motociclistico finlandese
- Jarno Trulli, pilota automobilistico italiano

### Variante Jarkko
- Jarkko Ahola, compositore, bassista e cantante finlandese
- Jarkko Hurme, calciatore finlandese
- Jarkko Nieminen, tennista finlandese
- Jarkko Oikarinen, informatico finlandese
- Jarkko Tuomala, cestista finlandese
- Jarkko Wiss, calciatore e allenatore di calcio finlandese

### Altre varianti
- Jeremías Caggiano, calciatore argentino
- Jeremias Gotthelf, scrittore svizzero

## Il nome nelle arti
- Jeremiah Arkham è un personaggio dei fumetti della serie Batman.
- Jeremy Creeck è un personaggio della serie televisiva Smallville.
- Jeremy Gilbert è un personaggio della serie televisiva The Vampire Diaries.
- Jeremiah Gottwald è un personaggio della serie manga e anime Code Geass: Lelouch of the Rebellion.
- Jeremy Piccoli è un personaggio del romanzo Non so niente di te di Paola Mastrocola.
- Jeremy Fizgerald è il personaggio impersonato dal giocatore in Five Nights at Freddy's 2.